# DNA構築物
DNA構築物（ディーエヌエーこうちくぶつ、英語: DNA construct）は、標的細胞や標的組織に移植される人工的な核酸セグメントである。主に分子生物学で、蛋白質やRNAなどの高分子生体物質を分析するのに用いられる。